# كاكوشيغوتو
كاكوشيغوتو: طموح والدي السري (باليابانية: かくしごと، بالروماجي: Kakushigoto) (بالإنجليزية: Kakushigoto: My Dad's Secret Ambition)‏ هي سلسلة مانغا يابانية من تأليف كوجي كوميتا، نشرت من قبل كودانشا في مجلة شونن الأسبوعية، في 5 ديسمبر 2015 حتى 6 يوليو 2020، وتم تجمع فصول المانغا في 12 مجلد تانكوبون. أنتجت إلى مسلسل أنمي تلفزيوني من قبل استوديو أجيا-دو أنيميشن وركز، عرض الأنمي في 2 أبريل 2020 واستمر عرضه حتى 18 يونيو 2020، وتكون من 12 خلقة.

## القصة
تدور أحداث القصة عن كاكوشي غوتو هو مانغاكا يرسم مانغا الإيتشي من أجل لقمة العيش، لكنها يخفي حقيقة عمله عن ابنته خوفًا من أن تنفر منه.

## الشخصيات
كاكوشي غوتو (باليابانية: 後藤 可久士، بالروماجي: Gotō Kakushi)
أداء صوتي: هيروشي كاميا
هيمي غوتو (باليابانية: 後藤 姫، بالروماجي: Gotō Hime)
أداء صوتي: تشيكا أنزاي
أوغو شيجي (باليابانية: 志治 仰، بالروماجي: Shiji Aogu)
أداء صوتي: تاكو ياشيرو
راسونا سوميتا (باليابانية: 墨田 羅砂، بالروماجي: Sumita Rasuna)
أداء صوتي: كيونو ياسونو
آمي كاكي (باليابانية: 筧 亜美، بالروماجي: Kakei Ami)
أداء صوتي: أياني ساكورا
كاكيرو كيشي (باليابانية: 芥子 駆، بالروماجي: Keshi Kakeru)
أداء صوتي: أيومو موراسي
ساتسوكي توماروين (باليابانية: 十丸院 五月، بالروماجي: Tomaruin Satsuki)
أداء صوتي: ناتسوكي هاناي
ناديلا (باليابانية: ナディラ، بالروماجي: Nadira)
أداء صوتي: إميري كاتو
كايرا إيماشيغاتا (باليابانية: いましがた かいり، بالروماجي: Imashigata Kairi)
أداء صوتي: أكيو أوتسوكا

## وصلات خارجية
- موقع الأنمي الرسمي باللغة اليابانية
- كاكوشيغوتو على موقع ANN manga (الإنجليزية)